# 陪審法廷
『陪審法廷』（ばいしんほうてい）は楡周平による日本の小説。第20回山本周五郎賞候補作。

## 概要
電子書籍配信サイト「Timebook Town」（現在は廃止）にて2005年6月から2006年7月まで連載されていた。2007年3月に加筆・修正され単行本が出版された。
舞台はアメリカ合衆国のフロリダで、陪審制度によって裁かれる日本人少年が主人公だが、日本で国民参加型の裁判員制度が導入されることを意識して書かれた作品。
実際にアメリカで起こった、“性的虐待を受けているガールフレンドのために、彼女の父親を殺してしまった少年” の事件がベースになっている。その事件では、加害少年には終身刑の判決が下されたという。

## あらすじ
グアテマラでストリートチルドレンとして育った少女・パメラは、幸運が重なり、アメリカの裕福な夫妻に養子として迎えられた。
だが幸せは長くは続かなかった。母親が夜勤で家を留守にしていたある日、養父に犯されてしまったのだ。自分が告発すれば優しい母が悲しむことになり、自分も居場所を失ってしまうと考えたパメラはどうすることもできないまま、殺意だけを募らせていく。
そんなパメラの苦悩を知った隣人の日本人少年・研一。研一は、パメラを苦悩から解放させるために養父の殺害を計画する。手製のサイレンサーを準備し、完全犯罪を目論んだ研一だったが、その目論見は脆くも崩れ去り、研一は身柄を拘束され、第一級殺人で起訴される。
陪審員に専任された普通の市民12人が下すのは、終身刑か、無罪か。

## 登場人物
牧田 研一（まきた けんいち）
15歳。学校では常に学年トップの学業成績、空手（フルコンタクト）では黒帯であるため、一目置かれている。ニックネームはケニー。パメラとは家が隣同士で、パメラに対して特別な感情を抱いている。父親は老人医療を専門とする内科医。
パメラ・クロフォード
グアテマラのスラムをさまよっていたところを、孤児院を運営するアンダーソンに拾われ、「契約の家」で育った。アメリカへ不法入国するが、未成年者であるために強制送還はされずにそのまま収容施設へ送られた。10歳の時にクロフォード夫妻の養子に迎えられるが、12歳の時に養父に犯され、殺意を抱くようになる。
クレイトン・クロフォード
パメラの養父。外科医。ジョンズ・ホプキンス大学医学部卒。メソジストの敬虔な信者で、近隣住民からも信頼が厚い。
リサ・クロフォード
パメラの養母。看護師。
牧田 圭介（まきた けいすけ）
研一の父親。老人医療を専門とする内科医で、クレイトンと同じ病院に勤務している。かつては日本の大学病院に勤めていたが、日本の医療システムに疑問を持ち、折よく持ちかけられたフロリダの病院への派遣の話に乗った。
アンディ・アンダーソン
通称A・A。イギリス人。グアテマラで貧しい暮らしを強いられている子供を救うために、欧米の篤志家から寄付を募り、孤児院「契約の家」を運営する。
デニス・ロビンソン
研一の両親に依頼され、研一の弁護士に。コロンビア大学卒。圭介とはゴルフ仲間。
由紀枝・テンプル
陪審員。60歳。夫は日本文化の研究者。長らく日米を行き来する生活を送っていたが、老後のために夫の生まれ故郷であるフロリダへ帰り、1年半経った頃に、人生初の陪審員の召喚状を受ける。